# Régine Gattegno
Régine Gattegno (15 septembre 1923, Lyon - 30 mars 1943, camp d'extermination de Sobibor, Pologne) est Française juive d'origine turque, éclaireuse, agent de liaison dans la Résistance, prise dans la grande rafle de Lyon du 9 février 1943, déportée par le convoi n° 53 du 25 mars 1943, au Camp d'extermination de Sobibor où elle est assassinée le 30 mars 1943 à l'âge de 19 ans.

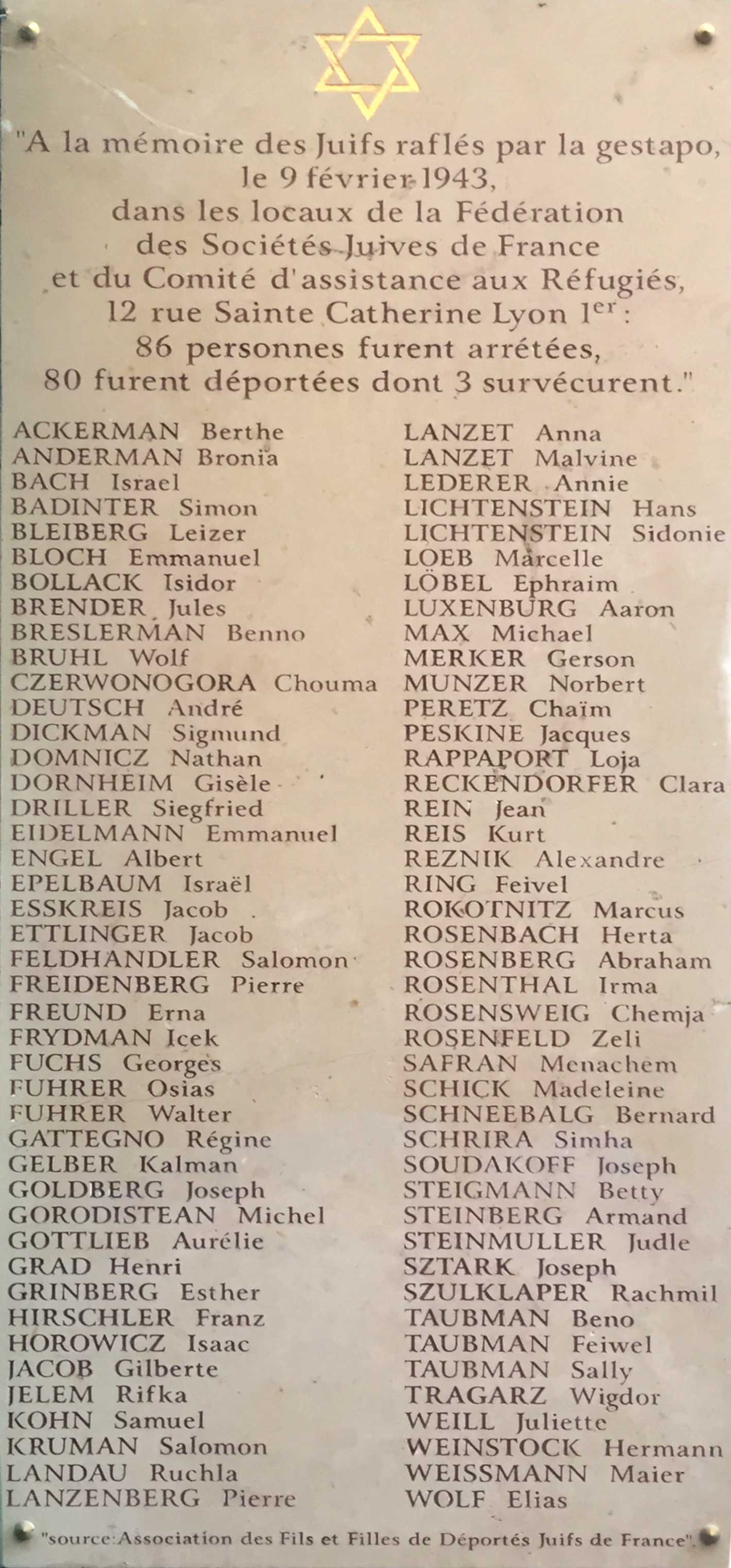
Plaque rue Sainte-Catherine.

## Biographie
Régine Gattegno est née le 15 septembre 1923 à Lyon,. Elle est une juive française d'origine turque. 
Elle fait partie des Éclaireuses et  éclaireurs israélites de France (EIF). Elle est cheftaine des "Petites ailes". Elle habite au 133 rue Cuvier à Lyon.
Elle est recrutée comme agent de liaison par Marcel Gherson, pour la Sixième, section des EIF impliquée dans la Résistance.
Elle trouve des planques dans la Haute-Loire pour cacher des enfants. Elle fournit des faux-papiers aux familles. Elle les avertit en cas de descente de police.
Elle est en mission le 9 février 1943 et se fait prendre lors de la rafle de la rue Sainte-Catherine à Lyon, organisée par la Gestapo, sous les ordres de Klaus Barbie.
Elle est déportée au camp d'extermination de Sobibor par le convoi n° 53 du 25 mars 1943 et assassinée à son arrivée le 30 mars 1943. Elle a 19 ans.